# Thành Đông (phường)
Phường Thành Đông là một phường thuộc thành phố Hải Phòng.

## Địa lý
Phường Thành Đông có vị trí địa lý:
- Phía bắc giáp xã Nam Sách.
- Phía nam giáp phường Lê Thanh Nghị.
- Phía đông giáp phường Nam Đồng và phường Hải Dương.
- Phía tây giáp phường Việt Hòa và xã Thái Tân.

## Lịch sử
Địa bàn phường Thành Đông trước đây thuộc thành phố Hải Dương, tỉnh Hải Dương.
Ngày 12 tháng 6 năm 2025, Quốc hội ban hành Nghị quyết số 202/2025/QH15 về việc sắp xếp đơn vị hành chính cấp tỉnh (nghị quyết có hiệu lực từ ngày 12 tháng 6 năm 2025). Theo đó, sáp nhập tỉnh Hải Dương vào thành phố Hải Phòng. Khu vực thành lập phường Thành Đông thuộc thành phố Hải Phòng.
Ngày 16 tháng 6 năm 2025, Ủy ban Thường vụ Quốc hội bàn hành Nghị quyết sắp xếp các đơn vị hành chính cấp xã thuộc thành phố Hải Phòng năm 2025. Theo đó, sắp xếp toàn bộ diện tích tự nhiên, quy mô dân số của các phường Cẩm Thượng, Bình Hàn, Nguyễn Trãi và xã An Thượng thành phường mới có tên gọi là phường Thành Đông.
Căn cứ theo đề án sắp xếp đơn vị hành chính cấp xã của thành phố Hải Phòng năm 2025, phường Thành Đông được thành lập từ:
- Toàn bộ diện tích tự nhiên là 2,64 km², quy mô dân số là 10.599 người của phường Cẩm Thượng;
- Toàn bộ diện tích tự nhiên là 2,38 km², quy mô dân số là 21.178 người của  phường Bình Hàn;
- Toàn bộ diện tích tự nhiên là 0,56 km², quy mô dân số là 10.351 người của phường Nguyễn Trãi;
- Toàn bộ diện tích tự nhiên là 6,64 km², quy mô dân số là 8.179 người của xã An Thượng.

Phường Thành Đông có diện tích là 12,22 km² (đạt 222,13% so với tiêu chuẩn) và quy mô dân số là 50.307 người (đạt 239,56% so với tiêu chuẩn).
Về tên gọi, phường lấy tên Thành Đông, là tên cũ của thành phố Hải Dương trước kia.